# Veyrières (Corrèze)
Veyrières é uma comuna francesa na região administrativa da Nova Aquitânia, no departamento de Corrèze. Estende-se por uma área de 4,1 km². Em 2010 a comuna tinha 75 habitantes (densidade: 18,3 hab./km²).